# Salesbury
Salesbury – wieś w Anglii, w hrabstwie Lancashire, w dystrykcie Ribble Valley. Leży 40 km na północny zachód od miasta Manchester i 300 km na północny zachód od Londynu.